# Евграфов, Яков Евграфович
Яков Евграфович Евграфов (1904—1970) — инженер-конструктор, кораблестроитель, главный конструктор подводных лодок проекта 613, проекта 640, сверхмалой подводной лодки «Тритон 1М» и других проектов.

## Биография
Яков Евграфович Евграфов родился в 1904 году в деревне Кукшумы Ядринского уезда Казанской губернии (ныне Ядринского района Чувашской Республики).
В 1938 году, после окончания Ленинградского кораблестроительного института, работал чертёжником-конструктором в ленинградском ЦКБ-18 в довоенный и военный период участвовал в проектировании подводных лодок.
С 1946 по 1950 годы Я. Е. Евграфов будучи главным конструктором руководил разработкой эскизного, технического и рабочего проектов первой отечественной послевоенной дизельной подводной лодки проекта 613, созданной на основе советского и немецкого опыта подводного кораблестроения в предвоенные и военные годы. Для разработки рабочих чертежей с группой конструкторов в 1948—1950 года был командирован в город Николаев на судостроительный завод имени Марти, на котором был построен уникальный деревянный макет подводной лодки в натуральную величину со всем внутренним насыщением.
С 1950 по 1955 годы Евграфов принимал участие в строительстве лодок проекта 613 в Николаеве.
В 1955 году вернулся в Ленинград, руководил проектированием подводной лодки радиолокационного дозора проекта 640, разработанной на основе проекта 613.
В конце 1950-х и начале 1960-х годов работал в ЦКБ-16. Проектировал плавучий погружающийся стенд ПСД-7, который был создан на судостроительном заводе № 444 имени И. Носенко в Николаеве в 1963 году, проводил модернизацию подводных лодок С-229, использовавшуюся как испытательный стенд для разрабатываемых баллистических ракет, и К-142 проекта 629Б.
В 1960 году под руководством Я. Е. Евграфова был разработан технический проект подводной лодки проекта 629Б. Шестнадцатый корабль проекта 629, К-142, был построен по этому изменённому проекту и предназначался для отработки твердотопливного ракетного комплекса Д-6 и жидкотопливного Д-4 с ракетой Р-21.
В 1966 году в Советском Союзе были начаты работы по созданию групповых подводных носителей типа «Тритон». Их вели конструкторы проектного бюро «Волна» под руководством Я. Е. Евграфова, а затем Е. С. Корсукова. В 1972—1973 годах двухместный аппарат «Тритон-1М» (проект 907) прошёл испытания, после чего началось его серийное производство на Новоадмиралтейском заводе в Ленинграде
С 1967 года Евграфов в качестве главного конструктора работал над подводной базой-лабораторией проекта 1840.
Умер Яков Евграфович Евграфов в 1970 году в Ленинграде.

## Награды
- Орден Ленина
- Орден Трудового Красного Знамени
- Орден «Знак Почёта»
- Медали.